# Пренуа
Пренуа́ (фр. Prenois) — коммуна во Франции, находится в регионе Бургундия. Департамент коммуны — Кот-д’Ор. Входит в состав кантона Дижон 5-й кантон. Округ коммуны — Дижон.
Код INSEE коммуны — 21508.

## Население
Население коммуны на 2010 год составляло 416 человек.
| 1962 | 1968 | 1975 | 1982 | 1990 | 1999 | 2010 |
| ---- | ---- | ---- | ---- | ---- | ---- | ---- |
| 157  | 176  | 166  | 208  | 299  | 314  | 416  |

## Экономика
В 2010 году среди 287 человек трудоспособного возраста (15—64 лет) 222 были экономически активными, 65 — неактивными (показатель активности — 77,4 %, в 1999 году было 79,3 %). Из 222 активных жителей работали 204 человека (106 мужчин и 98 женщин), безработных было 18 (10 мужчин и 8 женщин). Среди 65 неактивных 19 человек были учениками или студентами, 30 — пенсионерами, 16 были неактивными по другим причинам.
В Пренуа находится гоночная трасса Дижон-Пренуа, на которой прошли пять Гран-при Франции и один Гран-при Швейцарии в классе Формула-1.